# Kais al Saadi
Kais al Saadi (* 6. November 1976) ist ein ehemaliger deutscher Feldhockeyspieler und aktueller -trainer. Von 2019 bis Ende 2021 war er der Cheftrainer der deutschen Feldhockeynationalmannschaft. Seit August 2022 trainiert er interimsmäßig das 1. Herrenteam des DHC Hannover.

## Leben

### Frühe Jahre und Spielerkarriere
Kais al Saadi wurde am 6. November 1976 als Sohn eines Irakers und einer Deutschen geboren. Er wuchs in Hamburg auf, wo er auch 1996 am Gymnasium Johanneum sein Abitur ablegte. Daraufhin begann er an der Universität Hamburg Rechtswissenschaften zu studieren. Daneben begann al Saadi bereits in jungen Jahren mit dem Hockeyspielen. Er wohnte in der direkten Nähe zum Hockeyplatz des Uhlenhorster HC, bei dem er auch das Hockeyspielen begann. Er durchlief dort alle Jugendmannschaften und stieg bis in die erste Mannschaft auf, für die er auch zum Einsatz kam. Daneben kam der Torhüter auch für mehrere deutsche Nachwuchsnationalmannschaften in Länderspielen zum Einsatz. Er blieb fast seine gesamte Spielerkarriere dem Uhlenhorster HC treu, lediglich für eine Saison lief er für den Marienthaler THC Hamburg auf.

### Trainerkarriere
Neben seiner aktiven Karriere begann er, verschiedene Jugendteams zu trainieren. Nach einiger Zeit stieg er zum Jugendkoordinator bei seinem Verein auf. Er galt als Talententdecker und verhalf unter anderem Spielern wie Moritz Fürste oder Florian Fuchs zu ihrem Sprung in die Feldhockey-Bundesliga und-Nationalmannschaft. 2010 wurde er schließlich zunächst zum Cheftrainer der ersten Damenmannschaft befördert und war dort sehr erfolgreich, unter anderem führte er seine Mannschaft zur Meisterschaft in der Hauptrunde der Feldhockey-Bundesliga 2011/12. Daneben war er Co-Trainer mehrerer Nachwuchsnationalmannschaften. Im Sommer 2012 nahm al Saadi als Co-Trainer von Michael Behrmann außerdem an den Olympischen Sommerspielen in London teil. Im Sommer 2013 wurde er schließlich zum Cheftrainer der 1. Herrenmannschaft des Uhlenhorster HC ernannt. Auch dort konnte er mit seiner Mannschaft sehr erfolgreich arbeiten, 2018 führte er sie zur Deutschen Hallenhockey-Meisterschaft. Nach der Saison zog er sich allerdings beim UHC zurück, um sich seinem anderen Beruf als Personalchef eines Unternehmens zu widmen.
Im November 2019 übernahm al Saadi jedoch die deutsche Hockeynationalmannschaft vom zuvor zurückgetretenen Stefan Kermas. Unter seiner Führung konnte die Nationalmannschaft bei der Feldhockey-Europameisterschaft 2021 das Finale erreichen, das sie jedoch knapp gegen Belgien im Shootout verloren. Nur kurze Zeit später war die Mannschaft außerdem bei den Olympischen Spielen in Tokio aktiv und belegte dort den 4. Platz. Nach dem ersten olympischen Turnier ohne Medaille seit den Spielen 2000 lief der Vertrag Ende 2021 aus. 
Im August 2022 übernahm al Saadi interimistisch die 1. Herren des Feld-Regionalligisten und Hallen-Zweitligisten DHC Hannover.